# Pawło Chudojasz
Pawło Iwanowycz Chudojasz, ukr. Павло Іванович Худояш, ros. Павел Иванович Худояш, Pawieł Iwanowicz Chudojasz (ur. 7 marca 1926 w Mikołajowie, Ukraińska SRR, zm. 21 marca 2012 w Mikołajowie, Ukraina) – ukraiński piłkarz, grający na pozycji obrońcy, pomocnika lub napastnika, trener piłkarski.

## Kariera piłkarska

### Kariera klubowa
Uczestniczył w II wojnie światowej. Walczył na krążowniku „Krasnyj Kawkaz”. Został odznaczony Orderem Sławy III klasy i medalami wojennymi.
W 1945 rozpoczął karierę piłkarską w reprezentacji Grupy Wojsk Radzieckich w Niemczech. W latach 1946–1948 bronił barw zespołu Floty Czarnomorskiej WMF ZSRR. W 1949 został skierowany do WMS Moskwa. W 1953 przeszedł do Metałurha Odessa. Latem 1954 odszedł do ODO Tbilisi, ale wkrótce przeniósł się do Zienitu Leningrad. Latem 1957 powrócił do rodzimego Mikołajowa, gdzie występował w składzie miejscowego Awanharda, który potem zmienił nazwę na Sudnobudiwnyk. W 1961 zakończył karierę piłkarską. Po roku przerwy jeszcze zagrał w zespole amatorskim SKA Odessa.

### Kariera reprezentacyjna
W latach 1952–1956 bronił barw drużyny narodowej ZSRR w meczach z Belgią, Chinami i Finlandią.
W 1970 roku ukończył studia na Wydziale wychowania fizycznego w Instytucie Pedagogicznym w Mikołajowie, a następnie - kursy trenerów w Moskwie. Wykładał w Szkołach Sportowych w Mikołajowie. Wśród jego wychowanków Jewhen Derewjaha, Iwan Bałan i wiele innych piłkarzy.
Zmarł 21 marca 2012 w wieku 87 lat. Pochowany został w Mikołajowie.

## Sukcesy i odznaczenia

### Sukcesy piłkarskie
WMS Moskwa
- mistrz Klasy B ZSRR: 1950

Sudnobudiwnyk Mikołajów
- wicemistrz Ukraińskiej SRR: 1960

### Odznaczenia
- tytuł Mistrza Sportu ZSRR: 1956
- Order Sławy III klasy